# Nicholas Bouquet

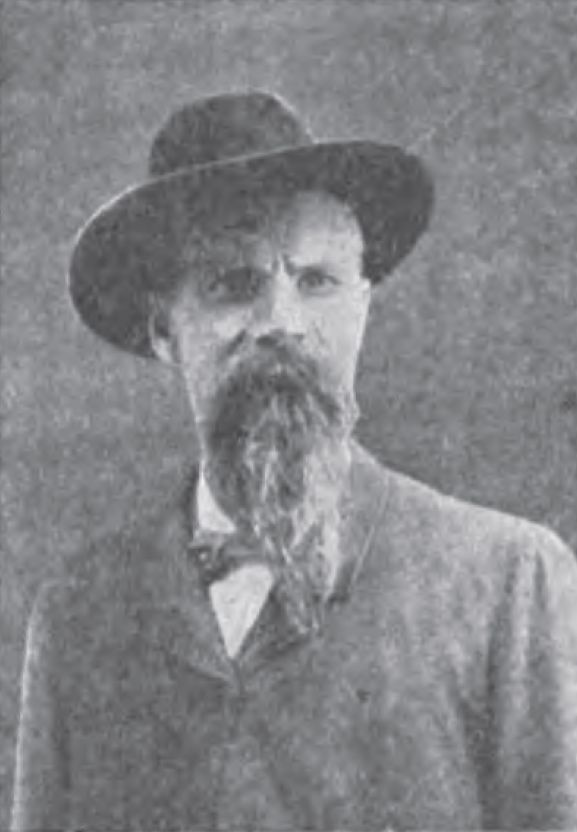
Nicholas Bouquet

Nicholas S. Bouquet (* 14. November 1842 in Landau, Bayern; † 27. Dezember 1912) war ein deutscher Soldat, der im Amerikanischen Bürgerkrieg diente. Er erhielt am 16. Februar 1897 die höchste militärische Auszeichnung der US-Regierung, die Medal of Honor, für seine Teilnahme an der Schlacht am Wilson’s Creek am 10. August 1861.

## Leben
Bouquet wurde in jungen Jahren nach Amerika geschickt um den Dienst in der deutschen Armee zu umgehen. Vor Ausbruch des Amerikanischen Bürgerkrieges arbeitete er als Kupfer- und Fasshersteller in Burlington. Im April 1861 wurde er in die 1. Iowa Infanterie in Burlington, Iowa, eingezogen.
Im Juli des Jahres 1862 trat er in die 25. Iowa Infanterie als Sergeant ein. In diesem Regiment dient er bis zum Juni 1865. Er wurde auf dem Aspen Grove Cemetery, Burlington, Iowa, beigesetzt.